# Fuerza de Tarea Especial Diablos Azules
La Fuerza de Tarea Especial «Diablos Azules» es una unidad de la Armada Boliviana.

## Historia
Fue creada el 28 de marzo de 1988 con la misión de proveer apoyo de transporte fluvial a la Fuerza Especial de Lucha Contra el Narcotráfico.
En 2011, efectivos de la FTE contribuyeron a la formación de nuevos grupos de tareas en el seno de la Fuerza de Tarea Conjunta.
Para 2019, la unidad había capacitado en operaciones ribereñas a más de dos mil militares y policías, incluidos extranjeros.

## Organización
Los Diablos Azules están organizados en:
- el Grupo de Tarea Especial 1.1, en Puerto Almacén;
- el Grupo de Tarea Especial 1.2, en Puerto Villaroel;
- el Grupo de Tarea Especial 1.3, en Riberalta;
- el Grupo de Tarea Especial 1.4 en Guayaramerín;
- y el Grupo de Tarea Especial 1.5 en La Horquilla.